# Pleurotus ostreatus
Pleurotus ostreatus (Jacq.) P. Kumm., Führer Pilzk. (Zwickau): 24, 104 (1871).
Si tratta di una delle specie fungine più coltivate e conosciute nel mondo; in Italia è molto comune e viene denominata orecchione o sfiandrina.

## Descrizione della specie
Cappello 

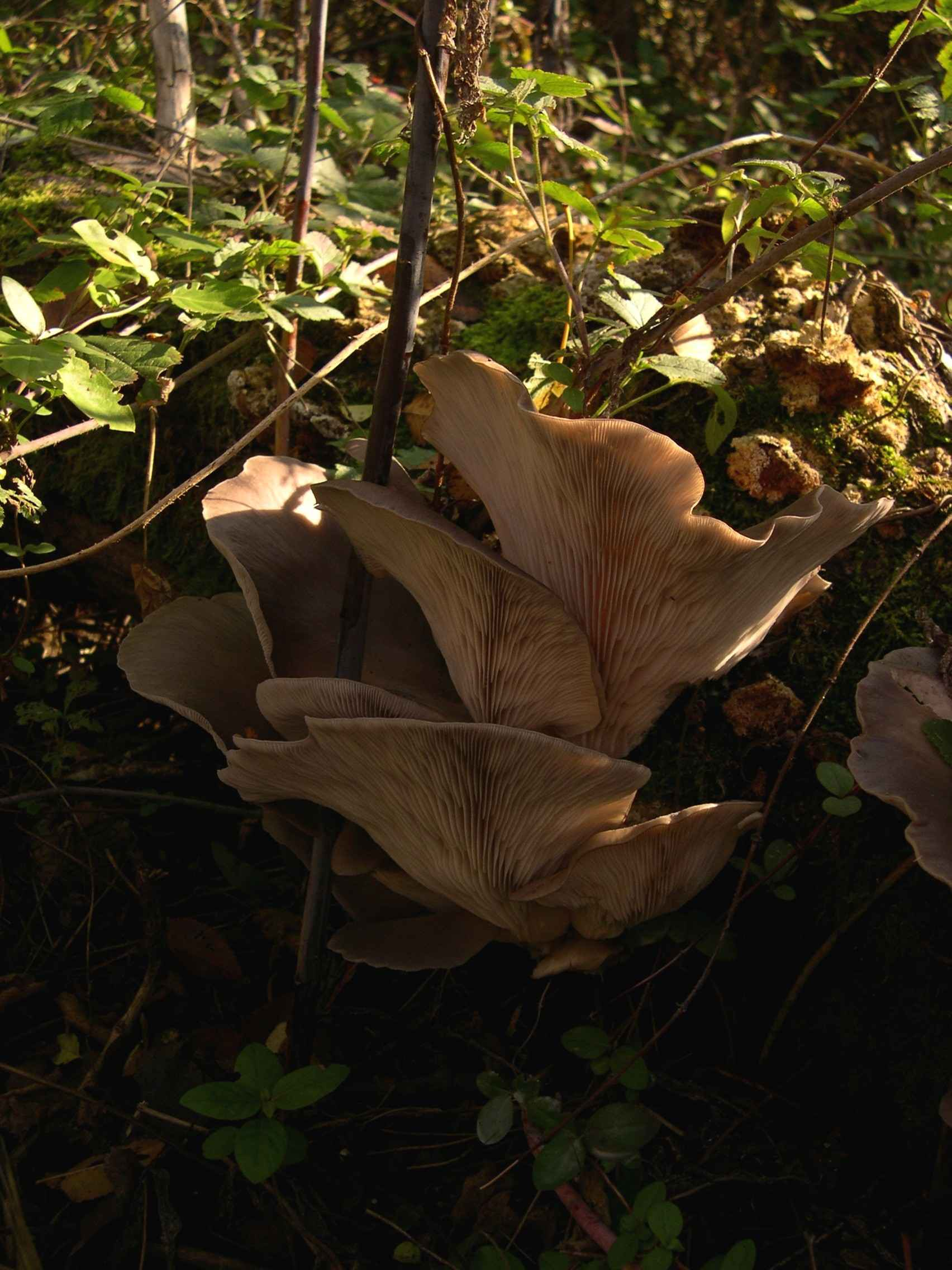
Esemplari adulti di ostreatus

Allo stadio iniziale di crescita assume una forma convessa, intimamente unito ad altri cappelli che gli crescono attorno; successivamente una forma di ostrica o di ventaglio, spesso cespitoso, imbricato con altri cappelli, a volte numerosi.

Il colore varia da bruno-violaceo, bruno-rossiccio o grigio-biancastro; il margine è involuto, liscio, ma a maturità tende ad appianarsi con andamento gibboso-lobato, presentando anche delle fratture.

Il diametro può misurare da 5 a 25 cm.
Cuticolaliscia, sericea, ma diventa decisamente vischiosa con il tempo umido.
 Lamelle 
Fitte, strette, intercalate da lamellule, lungamente decorrenti sul gambo, di colore da bianco a bianco-crema o grigiastre.
 Gambo 
Laterale od eccentrico, irregolarmente cilindrico, talvolta assai corto, assottigliato alla base, assume spesso un aspetto fusiforme; di colore bianco o biancastro, ricoperto più o meno fittamente di pruina di colore grigiastre o bruno-grigiastre; alto 2–6 cm e spesso 1–2 cm.
 Spore 
Bianche in massa, cilindriche, lisce, 8-12 x 3-4 µm.
 Carne 
Molto compatta, soda, bianca.
- Odore: forte, di farina fresca o di rosa
- Sapore: dolciastro, molto gradevole, più aromatico ed intenso negli esemplari spontanei piuttosto che in quelli coltivati.

## Ecologia
È un fungo carnivoro poiché il micelio può uccidere e digerire nematodi, e supplire in questo modo al fabbisogno del fungo in azoto.

## Commestibilità
Eccellente, specialmente se il fungo viene cotto alla graticola, gastronomicamente molto versatile.

Si presta molto bene alla coltivazione, e può essere fatto crescere su un substrato legnoso, e in particolare su faggio, acero o olmo.

## Proprietà terapeutiche
Secondo studi scientifici il P. ostreatus contiene dei principi attivi che avrebbero un effetto antinfiammatorio, antiaggregante piastrinico, antiossidante, ipocolesterolemizzante e stimolante del sistema immunitario.
Tra queste sostanze, le più importanti sono:
- la lovastatina, capostipite della categoria delle statine, molecole con attività ipocolesterolemizzante[5]
- l'Ergotioneina, che ha proprietà antiossidanti e protettive per malattie associate all'invecchiamento.[6]

- il chitosano, che riduce l’assorbimento intestinale del colesterolo e dei grassi[7][8][9][10]

- i beta-glucani, che hanno un potente effetto antinfiammatorio[11], antidolorifici e antibiotici ad ampio spettro[12][13]

- gli alfa-glucani, che insieme ai beta-glucani nutrono i fermenti lattici

- il citocromo P-450, famiglia di enzimi del fegato che rappresenta il principale meccanismo di detossificazione dell’organismo dagli agenti esterni e interni[14]

- l’adenosina, un vasodilatatore e ansiolitico
- l’acido-γ-aminobutirrico (GABA), ansiolitico[15]

## Habitat
Cresce su vecchie ceppaie, su tronchi morenti di latifoglie (gelsi, pioppi, ecc.); fruttifica dall'autunno alla primavera successiva e anche in inverni miti.

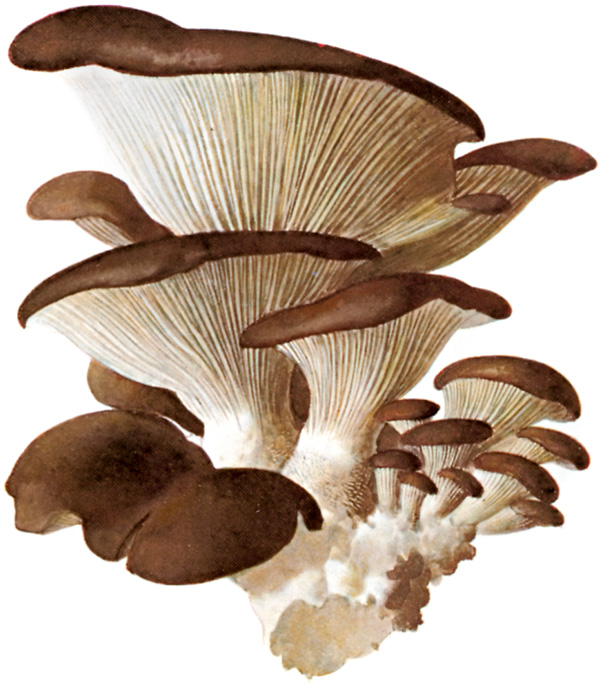
Illustrazione di Pleurotus ostreatus

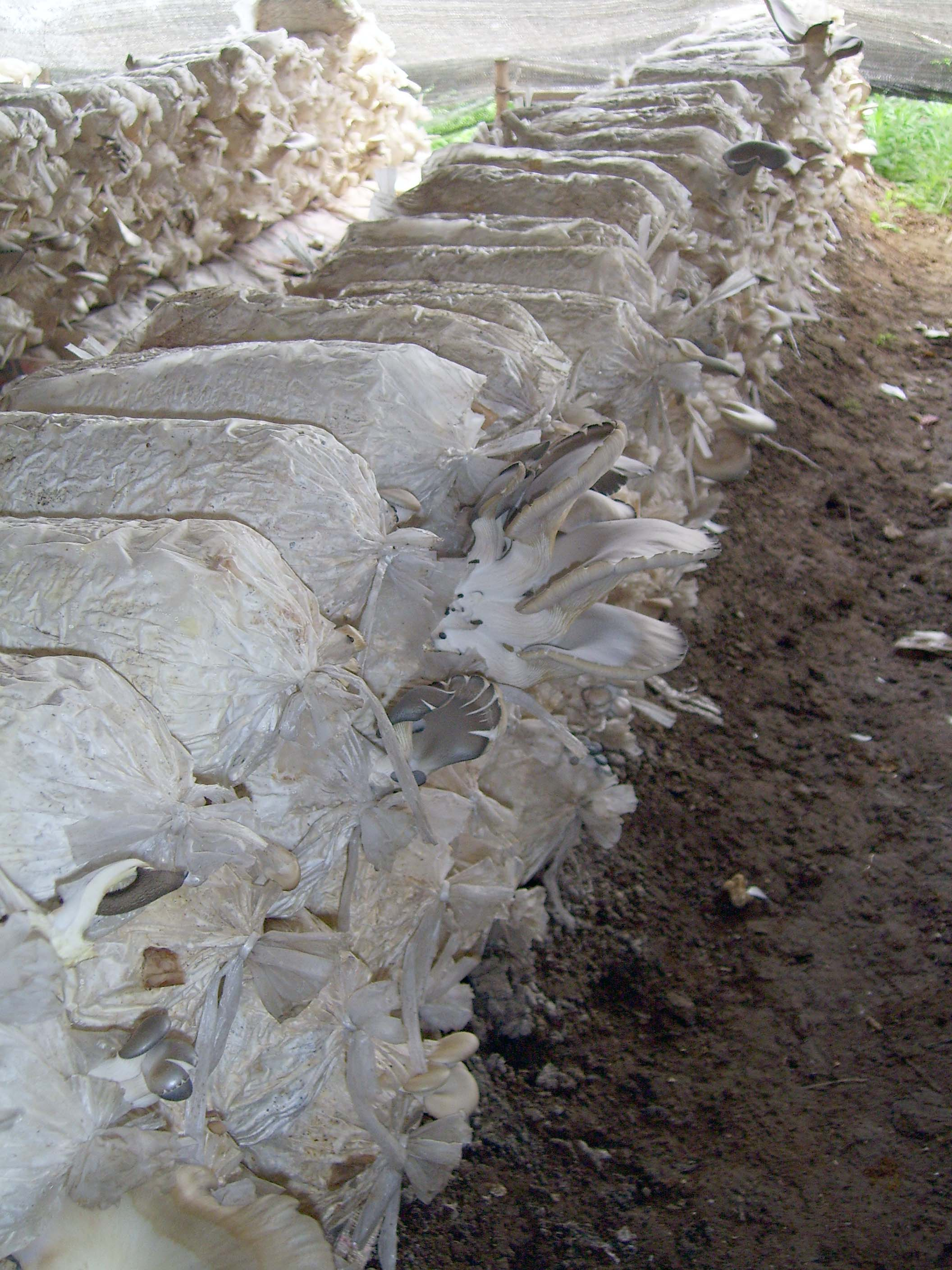
Coltivazione del P. ostreatus

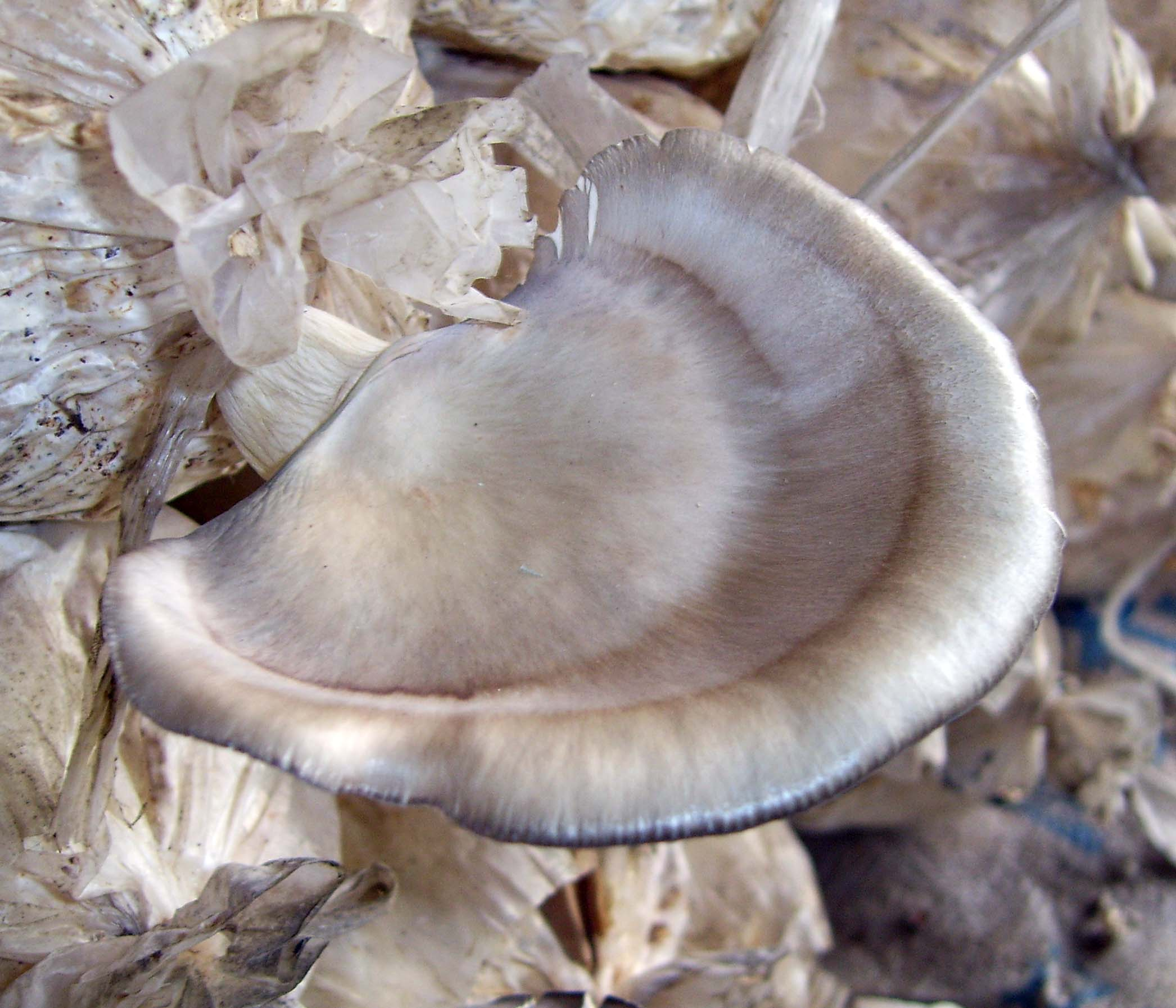
Esemplare coltivato: in evidenza la forma di guscio dostrica

## Etimologia
- Genere: dal greco pleurón = di fianco e oûs, otós = orecchio, con l'orecchio (il cappello) a fianco, per la forma del carpoforo.
- Specie: dal latino ostrea = ostrica, per la somiglianza del suo cappello al guscio di un'ostrica

## Nomi comuni
- Orecchietta
- Orecchia di elefante [16]
- Orecchione [17]
- Recchia

## Sinonimi e binomi obsoleti
- Agaricus opuntiae Durieu & Lév., in Bory de St. Vincent & Durieu de Maisonneuve, Atlas de la Flore d'Algérie ou Illustrations d'un Grand Nombre de Plantes Nouvelles ou Rares de ce Pays, Botanique (Paris): 15 + pl. 32, fig. 1 (1850)
- Agaricus ostreatus Jacq., Fl. austriac. 2: 3 (1774)
- Agaricus revolutus J.J. Kickx, Fl. Crypt. Flandres 1: 158 (1867)
- Agaricus salignus Pers., Synopsis Methodica Fungorum (Göttingen): 478 (1801)
- Crepidopus ostreatus (Jacq.) Gray, A Natural Arrangement of British Plants (London) 1: 616 (1821)
- Crepidopus ostreatus ß atroalbus Gray, A Natural Arrangement of British Plants (London) 1: 616 (1821)
- Dendrosarcus ostreatus (Jacq.) Kuntze, Revis. gen. pl. (Leipzig) 3: 463 (1898)
- Panellus opuntiae (Durieu & Lév.) Z.S. Bi, in Bi, Zheng & Li, Acta Mycologica Sinica, Supplement 1: 286 (1987) [1986]
- Pleurotus opuntiae (Durieu & Lév.) Sacc., Sylloge fungorum (Abellini) 5: 363 (1887)
- Pleurotus ostreatus f. salignus (Pers.) Pilát, Atlas des Champignons de l'Europe, II: Pleurotus *Fries: 119 (1935)
- Pleurotus ostreatus subsp. opuntiae (Lév.) A. Ortega & Vizoso, Documents Mycologiques 22(no. 86): 35 (1992)
- Pleurotus pulmonarius sensu auct.; fide Checklist of Basidiomycota of Great Britain and Ireland (2005)
- Pleurotus revolutus (J. Kickx f.) Gillet, Hyménomycètes de France: 347 (1874)
- Pleurotus salignus (Schrad.) P. Kumm., Führer Pilzk.: 105 (1871)